# Nimf (biologie)

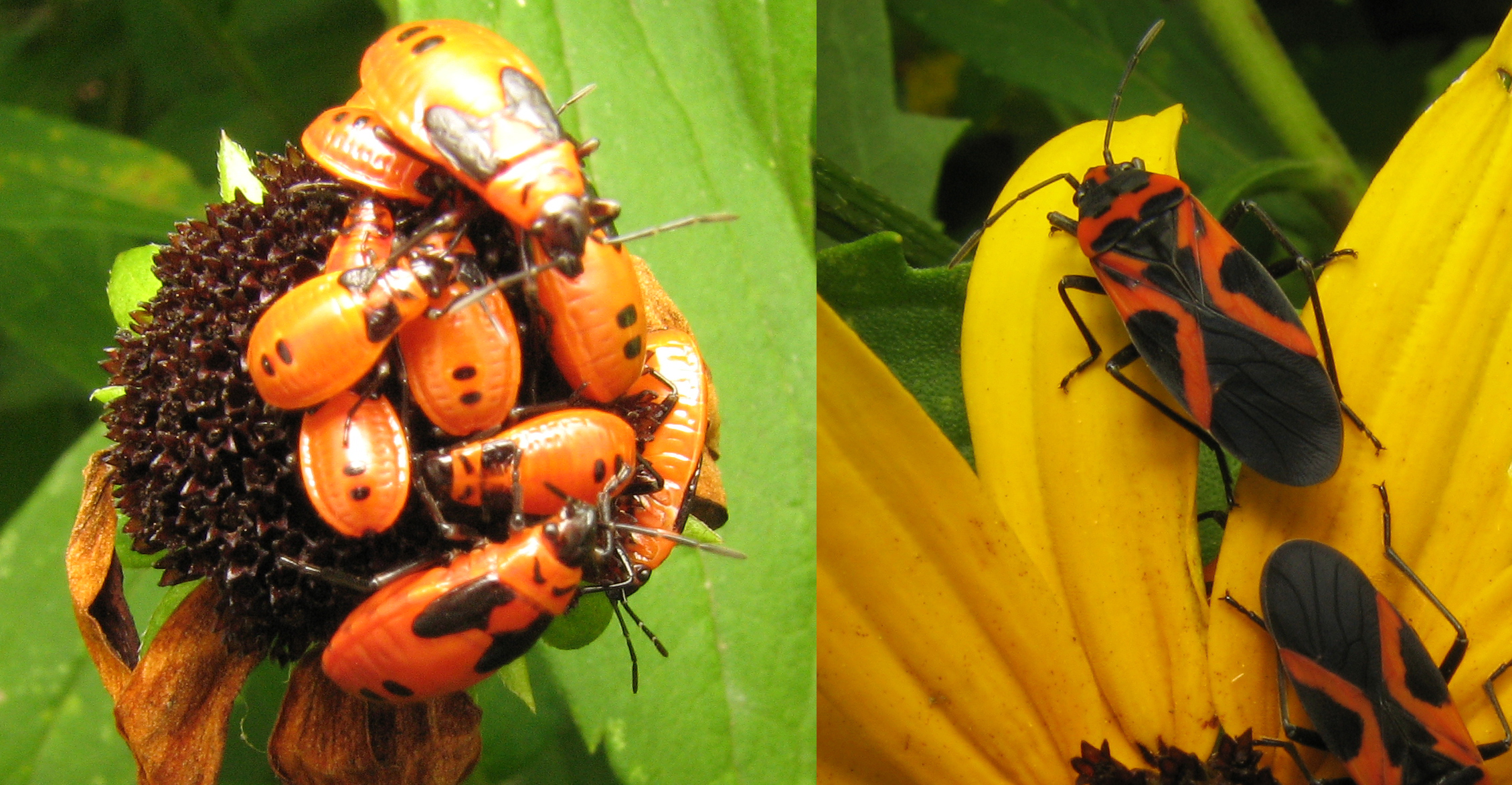
Lygaeus turcicus (links: nimfen, rechts: volwassen dieren)

Een nimf is het juveniele stadium van dieren die een onvolledige gedaanteverwisseling hebben.
Alle dieren die een exoskelet hebben en dit skelet blijven afwerpen (vervellen) tot ze geslachtsrijp zijn, hebben een nimfstadium. Ze verpoppen dus niet. Het betreft alle kreeftachtigen, alle spinachtigen en een aantal groepen insecten, waaronder wantsachtigen, wandelende takken, krekels en sprinkhanen. Een kenmerk van nimfen is dat ze min of meer op de imago lijken als ze uit het ei kruipen en ze per vervelling geleidelijk aan meer specifieke kenmerken krijgen.
Het tegenovergestelde is het larvestadium, zoals voorkomt bij de hogere insecten, bijvoorbeeld vliegen (maden). Hier is sprake van volledige gedaanteverwisseling.

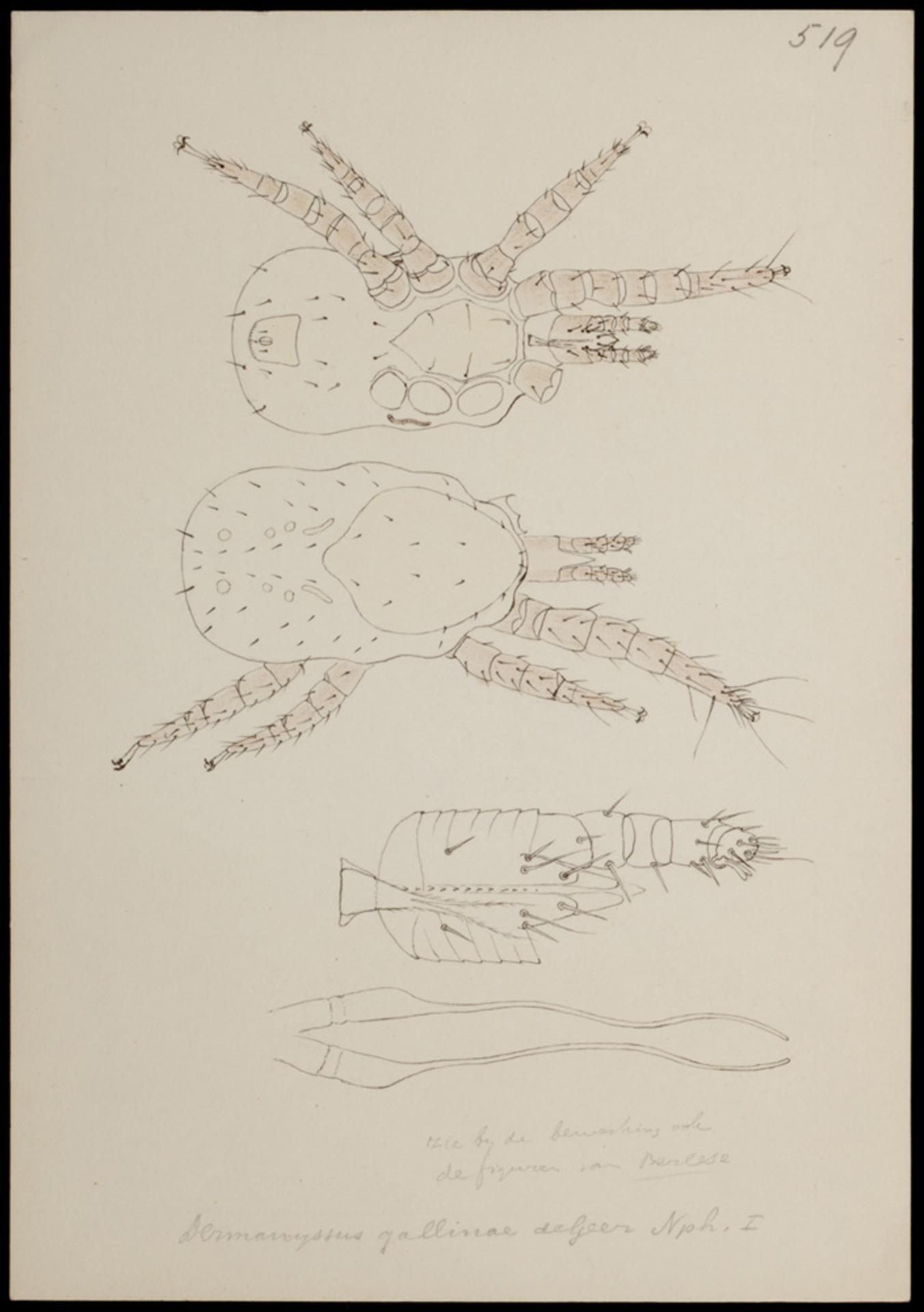
Vogelmijt Dermanyssus gallinae de Geer stadium nymph I door A.C. Oudemans
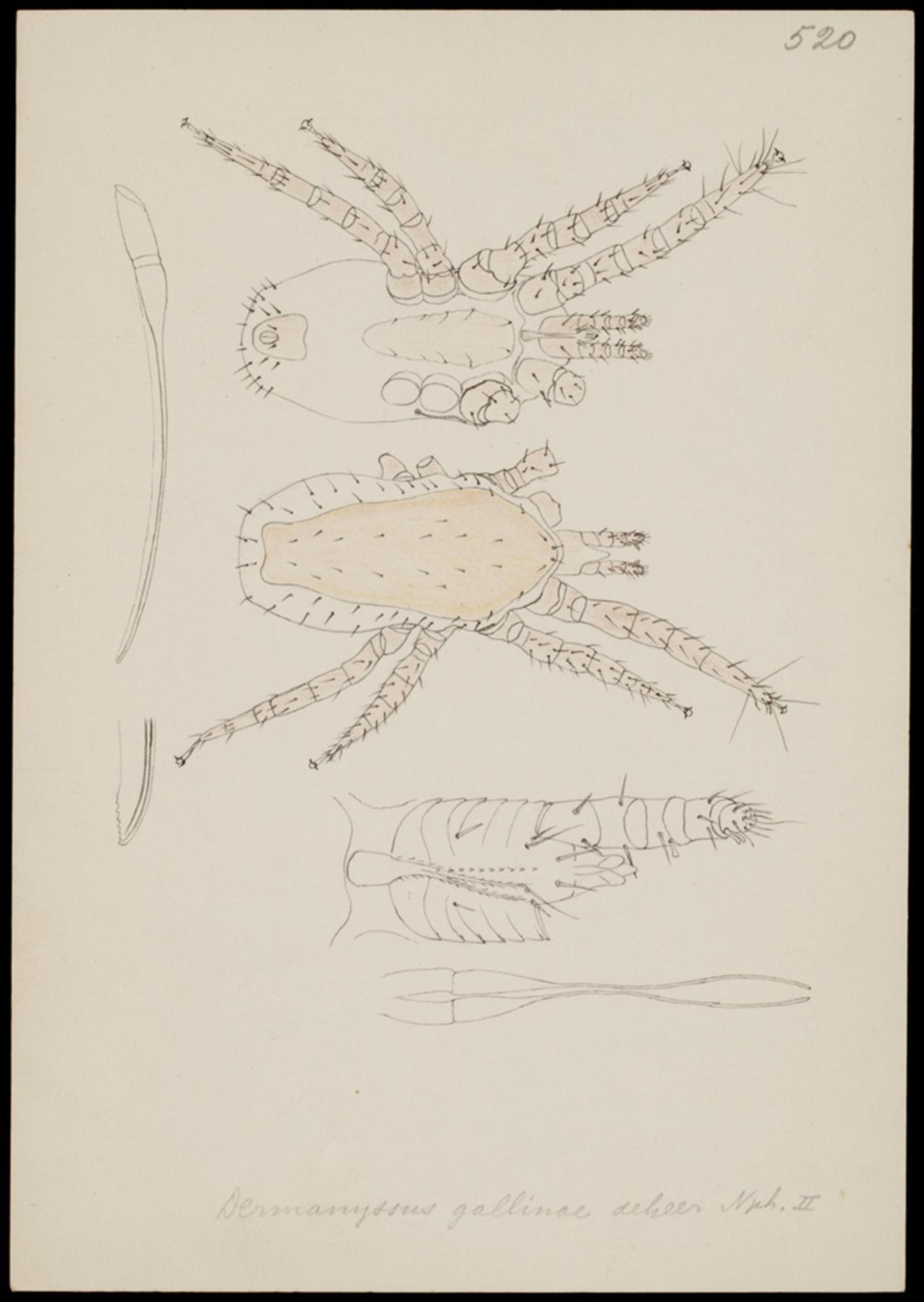
Vogelmijt stadium nymph II door A.C. Oudemans

## Vertalingen
In de (vertaalde) literatuur is er vaak spraakverwarring, doordat de termen internationaal niet gelijk gebruikt worden. Het gaat hier om valse vrienden.
| Taal       | Onvolledige gedaanteverwisseling | Volledige gedaanteverwisseling | Volledige gedaanteverwisseling |
| ---------- | -------------------------------- | ------------------------------ | ------------------------------ |
| Nederlands | Nimf                             | Larve                          | Pop                            |
| Spaans     | Ninfa                            |                                | Pupa                           |
| Frans      | Larve                            | Nymphe                         | Nymphe Pupe Chrysalide         |
| Italiaans  | Larva → Ninfa                    |                                |                                |
| Duits      | Nymphe                           | Larve                          | Puppe                          |
| Engels     | Nymph                            | Larva                          | Pupa                           |